# Jiangxi International Women's Tennis Open 2017
Il Jiangxi International Women's Tennis Open 2017 è stato un torneo di tennis giocato sul cemento. È stata la quarta edizione del torneo che fa parte della categoria International nell'ambito del WTA Tour 2017. Si è giocato al Jiangxi Tennis Sports Management Center di Nanchang, in Cina, dal 24 al 30 luglio 2017.

## Partecipanti

### Teste di serie
| Giocatrice | Nazionalità       | Ranking* | Testa di serie |
| ---------- | ----------------- | -------- | -------------- |
| Cina       | Zhang Shuai       | 28       | 1              |
| Cina       | Peng Shuai        | 30       | 2              |
| Rep. Ceca  | Kristýna Plíšková | 41       | 3              |
| Cina       | Wang Qiang        | 51       | 4              |
| Cina       | Duan Yingying     | 63       | 5              |
| Serbia     | Jelena Janković   | 70       | 6              |
| Cina       | Zheng Saisai      | 71       | 7              |
| Giappone   | Risa Ozaki        | 77       | 8              |

* Ranking al 17 luglio 2017

### Altre partecipanti
Le seguenti giocatrici hanno ricevuto una Wild card per il tabellone principale:
- Wang Yafan
- Zheng Saisai
- Zheng Wushuang

Le seguenti giocatrici sono passate dalle qualificazioni:

- Harriet Dart
- Eri Hozumi
- Kang Jiaqi
- Lu Jingjing
- Xun Fangying
- You Xiaodi

La seguente giocatrice è entrata nel tabellone principale come lucky loser:
- Peangtarn Plipuech

### Ritiri
Prima del torneo
- Ana Bogdan → sostituita da  Peangtarn Plipuech
- Kristína Kučová → sostituita da  Alla Kudryavtseva

Durante il torneo
- Tereza Martincová
- Kristýna Plíšková

## Campionesse

### Singolare
Peng Shuai ha sconfitto in finale  Nao Hibino con il punteggio di 6-3, 6-2.
- È il secondo titolo in carriera per Peng, primo della stagione.

### Doppio
Jiang Xinyu /  Tang Qianhui hanno sconfitto in finale  Alla Kudryavtseva /  Arina Rodionova con il punteggio di 6-3, 6-2.